# Chalcostephia flavifrons
Chalcostephia flavifrons – gatunek ważki z rodziny ważkowatych (Libellulidae); jedyny przedstawiciel rodzaju Chalcostephia. Występuje w Afryce Subsaharyjskiej i na Madagaskarze.
W RPA imago lata od grudnia do końca maja. Długość ciała 31–34 mm. Długość tylnego skrzydła 24–28 mm.